# Réaux (Charente-Maritime)
Réaux korábbi község Franciaországban, Charente-Maritime megyében. Lakosainak száma 476 fő (2013). Réaux Allas-Champagne, Champagnac, Jonzac, Meux, Moings, Saint-Germain-de-Lusignan és Saint-Maurice-de-Tavernole községekkel határos.
2016. január 1-jén Moings és Saint-Maurice-de-Tavernole korábbi községgel egyesült és az így létrejött Réaux sur Trèfle új község része lett.

## Népesség
A település népessége az elmúlt években az alábbi módon változott:
| Lakosok száma | 440  | 481  | 516  | 453  | 436  | 475  | 452  | 476  |
|               | 1962 | 1968 | 1975 | 1982 | 1990 | 1999 | 2008 | 2013 |